# 鹽水港 (高雄市)
鹽水港，臺灣話口語上稱為鹹水港，是臺灣高雄市小港區的一個傳統地域名稱，位於該區中南部略偏西。相較於今日行政區，其範圍大致包括鳳宮里南部、鳳森里東半葉的北半部、山明里南部西側第二個凸出部分的西南部邊界地帶、龍鳳里東北部凸出部分的西北側邊界地帶偏北一小段。
本地區境內設有中國鋼鐵（部分）、大林煉油廠（部分）。

## 歷史
台灣日治初期，鹽水港地區為一街庄，稱為「鹽水港庄」（舊制街庄），隸屬於鳳山下里。該庄昔日西北臨打狗灣，北與大人宮庄為鄰，東北及東與二橋庄為鄰，南邊為中林仔庄、大林蒲庄，西南邊為紅毛港庄。
1901年（日治明治三十四年）11月11日，全台廢縣廳改設二十廳，該庄隸屬於鳳山廳。1904年（明治三十七年）5月3日，該庄編入「大林蒲區」，隸屬於鳳山廳。1909年（明治四十二年）10月25日，全台合併二十廳為十二廳，大林蒲區改隸屬於臺南廳。1920年（大正九年）10月1日，全台地方制度大改正，廢十二廳改設五州二廳，該庄改制為「鹽水港」大字，隸屬於高雄州鳳山郡小港庄（新制街庄）。
戰後小港庄改制為小港鄉，隸屬於高雄縣，大字亦改制為村。1950年（民國39年）10月1日，高、屏分治，小港鄉仍隸屬於高雄縣。1979年（民國68年）7月1日，省轄高雄市升格為院轄高雄市，同時將小港鄉併入成為小港區，村亦改制為里。2010年（民國99年）12月25日，高雄縣、市合併為新院轄高雄市。

## 聚落
本地區發展較早的聚落為鹽水港（南半部，已消失），在日治初期的官方地圖上已有記載。

## 產業
- 大林煉油廠（部分）
- 中國鋼鐵（部分）